# Escape - Flugten fra ensomheden
Escape - Flugten fra ensomheden er en dansk kortfilm fra 2001, der er instrueret af Kim Bodnia efter manuskript af ham selv, Dejan Cukic og Morten Søborg. Filmen er Kim Bodnias debut som instruktør.

## Handling
Filmen skildrer en ung mands forkvaklede følelsesliv. Han er tilskuer til sit eget liv, hvis indhold bestående af karrierejob, PlayStation, technofester, overfladevenner og sex, fremstår som ligegyldige ingredienser i hans længsel efter nærvær og en dybere mening.